# Рафт, Джордж
Джордж Рафт (англ. George Raft; 26 сентября 1901 — 24 ноября 1980) — американский киноактёр и танцор, известный в первую очередь ролями гангстеров в криминальных фильмах об организованной преступности 1930-х и 1940-х годов. Джордж Рафт наиболее известен ролями в гангстерской комедии Билли Уайлдера «В джазе только девушки» (1959), легендарной первой версии фильма «Лицо со шрамом» (1932), «Каждое утро я умираю» (1939), а также в «Болеро» (1934, один из немногих фильмов того времени в котором он не играл гангстера) и «Они ехали ночью» (1940).

## Детство
Рафт родился 26 сентября 1901 года в нью-йоркском районе Клинтон, более известном как «Адская кухня». Его отец, Конрад Рэнфт, родился в штате Массачусетс в семье еврейских иммигрантов из Германии. Мать, Ева Рэнфт, в девичестве Глокнер, приехала в США из Германии. Они поженились 17 ноября 1895 года в Манхэттене, а 18 апреля 1896 года у них родился первый ребёнок, Ева, более известная как «Кэти». В некрологах годом рождения Рафта указывался 1895 год, но по данным переписи населения Нью-Йорка в 1900 году Рэнфты значились как родители единственного ребёнка, а по переписи 1910 года возраст Евы Рэнфт указан как 8 лет, к тому же в свидетельство о рождении Джорджа год рождения именно 1901. Джордж свободно говорил по-немецки, узнав язык от своих родителей. Друг детства известного гангстера Оуни Мэддена по прозвищу «Киллер». Позже Рафт признался, что едва избежал преступной жизни.

## Карьера

### Карьера танцовщика
Будучи молодым человеком и показав способности в танцах, сумел получить работу в качестве танцовщика в ночных клубах Нью-Йорка. В частности, Рафт работал в знаменитом 300 Club на 54-й Стрит в Манхэттене, который принадлежал известной актрисе и предпринимательнице Мэри Луизе Сесилии «Техас» Гуинан, во время «сухого закона» нелегально торговавшей спиртным. Благодаря работе в 300 Club Джордж обратил на себя внимание и смог получить работу в театрах Бродвея. Позже Рафт сделал полуавтобиографический фильм под названием «Бродвей» (1942) об этом периоде своей жизни, в котором он сыграл самого себя. В начале он также некоторое время работал в Лондоне. Фред Астер в своей автобиографии «Шаги во времени» (1959) характеризует Рафта как молниеносного танцора, умевшего делать «самый быстрый чарльстон который я когда-либо видел».
Ви Кёрни, один из танцоров в шоу Чарльза Кохрэна и Андре Шарло, вспоминая о Джордже, рассказывал:
Ах, да, я знал его [Джорджа Рафта]. Мы были в одном большом шоу вместе. Иногда, перебиваясь кое-как на наше жалкое жалование, мы танцевали после шоу в клубе и должны были пешком идти домой, потому что автобусы к тому времени уже не ходили. Он сказал мне, что в один прекрасный день станет звездой, и однажды заявил, что, я узнаю об этом, когда он организует контракт для меня с Голливудом. Я просто рассмеялся и сказал: «Брось, Джорджи, прекращай мечтать».
Позднее Рафт, став звездой Голливуда, действительно предложил для Кёрни контракт в Голливуде, но к тому моменту тот решил жениться и не захотел переезжать на Запад.

### Карьера в кино
В 1929 году Рафт переехал в Голливуд. Первое время ему доставались малозаметные роли, его фамилия даже не всегда указывалась в титрах. В 1932 году он сыграл небольшую роль в картине «Такси!» с такими звёздами как Джеймс Кэгни и Лоретта Янг. Рафт сыграл конкурента Кэгни в танцевальном конкурсе. В том же году Джордж получил роль в фильме «Лицо со шрамом», который много лет был эталоном для создателей других гангстерских фильмов и запустил его карьеру как «профессионального голливудского гангстера». Рафт сыграл молодого гангстера Джино Ринальдо, беспрестанно подбрасывающего в воздух десятицентовик. Этот трюк позже был позаимствован десятками фильмов о гангстерах. Так, когда один из гангстеров в комедии «В джазе только девушки», снятой четверть века спустя, подбрасывает десятицентовик, герой Рафта его спрашивает: «Где ты нахватался этих дешёвых штучек?».
В 1930-х годах Джордж Рафт был одним из трёх самых популярных актёров игравших гангстеров наряду с Джеймсом Кэгни и Эдвардом Г. Робинсоном, намного опережая Хамфри Богарта по известности и влиянию в течение десятилетия.

### Спад карьеры
Пиком для Рафта стали 1940 и 1941 годы. В 1940-х годах его карьера пошла на спад. Во многом это было связано с быстрым взлётом Хамфри Богарта, который сыграв главные роли в картинах «Высокая Сьерра» и «Мальтийский сокол» неожиданно превращается в одну из главных звёзд Голливуда. Что интересно, роль Рауля Уолша в «Высокой Сьерре» вначале предлагалась Рафту, но он предпочёл сниматься в фильме «Мужская сила». Позднее Рафт рассказывал, что именно ему предлагали играть Рика Блейна в «Касабланке», но он отказался, в то же время подтверждений этого факта нет. Также, как пишет критик, у Рафта был поразительный анти-дар отказываться от перспективных сценариев.
После выхода шпионского триллера «Истоки опасности» (1943), снятого в попытке заработать на ошеломительном успехе «Касабланки», Рафт потребовал прекращения своего контракта с киностудией Warner Brothers. Джек Уорнер был готов заплатить Рафту $ 10 000 для урегулирования конфликта, но актёр либо неправильно понял намерения продюсера или так стремился освободиться от студии, что сам дал Уорнеру чек на эту сумму. По широко распространённому мнению, Рафт был малограмотным человеком.
В 1940—1950-х годах Рафт продолжает много сниматься, но прежнего успеха повторить не смог. Фильмы с его участием не собирали большой кассы, поэтому актёру становилось всё труднее получить хорошую роль в качественной картине. Со временем он начинает соглашаться на съёмки в телесериалах и на второстепенные роли в кино. Даже успех картин «В джазе только девушки» (1959) и «Одиннадцать друзей Оушена» (1960), в которых Рафт сыграл гангстера Коломбо «Белые гетры» и владельца казино, не смог исправить ситуацию. В 1967 году он сыграл камео в фильме про Джеймса Бонда «Казино Рояль». Свои последние роли Рафт сыграл в «Секстете» (1978), где он воссоединился с Мэй Уэст, и в комедии «Человек с лицом Богарта» (1980).
В 1961 году была снята вымышленная кинобиография «История Джорджа Рафта» (The George Raft Story), в которой актёра сыграл Рэй Дантон. Сам Рафт устроил разнос фильма после его выхода на экраны из-за неточностей. В 1991 году вышел биографический фильм «Багси», где Джорджа Рафта сыграл Джо Мантенья.
Рафт имеет две звезды на голливудской «Аллее славы», за вклад в киноиндустрию (6159 Голливудский б-р) и за вклад в развитие телевидения (1500 Вайн стрит).

## Личная жизнь
В 1923 году, ещё до переезда в Голливуд, Рафт женился на Грейс Малруни, которая была на несколько лет старше его. Брак вскоре распался, но Малруни, будучи набожной католичкой, отказалась предоставить мужу развод. Они оставались в браке, пусть и формальном, до смерти Грейс в 1970 году. В Голливуде у Рафта были романы с Бетти Грейбл, Марлен Дитрих и Мэй Уэст. Длительные отношения Джорджа с Нормой Ширер могли перерасти в брак. Сам Рафт публично заявил, что готов жениться, но отказ Малруни дать развод в конечном итоге привёл к прекращению связи с Ширер.

## Связи с мафией
Фильм «Лицо со шрамом» не только запустил карьеру Рафта как «профессионального голливудского гангстера», но и породил миф о том, что якобы актёр сумел так убедительно изобразить гангстера, так как сам был бандитом прежде чем стал сниматься в кино. На самом деле Рафт никогда не был членом какой-либо банды, но с детства дружил с одним из самых влиятельных гангстеров Нью-Йорка Оуни Мэдденом, благодаря которому познакомился с рядом других деятелей организованной преступности, в том числе с Багси Сигелом, старым другом одного из лидеров американской мафии Меиром Лански. В 1950-х годах он вместе с Лански и Санто Трафиканте-младшим владел казино «Капри» в Гаване. Известен случай, когда связи Рафта с мафией помогли ему спасти известного актёра Гэри Купера, которого угораздило завязать интрижку с любовницей Багси Сигела. Орсон Уэллс рассказывал Питеру Богдановичу в своей книге-интервью «Это Орсон Уэллс», что Рафт был кумиром и примером для подражания для многих реальных бандитов.
В 1942 году президентом Гильдии киноактёров стал Джеймс Кэгни. На своём посту он принял активное участие в борьбе гильдии против мафии, которая проявляла активный интерес к киноиндустрии. Это вызвало ответные действия. Однажды неизвестный позвонил жене Кэгни и сообщил ей, что её муж мёртв. Сам актёр утверждал, что не сумев запугать его мафия послала киллера, чтобы убить его. Узнав о готовящемся убийстве Джордж Рафт, якобы, сделал звонок и добился отмены решения об убийстве Кэгни.
В 1967 году Рафту запретили въезд в Соединённое Королевство из-за связей с преступным миром, после того как было установлено, что он как подставное лицо участвовал в создании лондонского казино Colony Sports Club, реальными владельцами которого по данным полиции были Меир Лански и босс филадельфийской криминальной семьи Анджело Бруно.

## Смерть
Джордж Рафт умер 24 ноября 1980 года от лейкемии в возрасте 79 лет в Лос-Анджелесе, штат Калифорния. Двумя днями ранее скончалась Мэй Уэст и их тела были рядом друг с другом в коридоре одного и того же морга в одно и то же время. Рафт был похоронен на кладбище Форест-Лаун в Голливуд-Хиллз в Лос-Анджелесе.

## Фильмография
| Год       |   | Русское название            | Оригинальное название           | Роль                               |
| --------- | - | --------------------------- | ------------------------------- | ---------------------------------- |
| 1929      | ф | Королева ночных клубов      | Queen of the Night Clubs        | жиголо                             |
| 1929      | ф | Золотоискатели Бродвея      | Gold Diggers of Broadway        | танцовщик                          |
| 1929      | ф | Сайд-стрит                  | Side Street                     | танцовщик                          |
| 1931      | ф | Лёгкие миллионы             | Quick Millions                  | Джимми Кирк                        |
| 1931      | ф | Голди                       | Goldie                          | вор-карманник                      |
| 1931      | ф | Взятка                      | Hush Money                      | Макси                              |
| 1931      | ф | Цветущие дни                | Palmy Days                      | Джо                                |
| 1932      | ф | Такси!                      | Taxi!                           | Уильям Кенни                       |
| 1932      | ф | Танцующие во тьме           | Dancers in the Dark             | Луи Брукс                          |
| 1932      | ф | Лицо со шрамом              | Scarface                        | Джино Ринальдо                     |
| 1932      | ф | Ночной мир                  | Night World                     | Эд Пауэлл                          |
| 1932      | ф | Любовь — это рэкет          | Love Is a Racket                | Сники                              |
| 1932      | ф | —                           | Madame Racketeer                | Джек Хьюстон                       |
| 1932      | ф | Ночь за ночью               | Night After Night               | Джо Энтон                          |
| 1932      | ф | Если бы у меня был миллион  | If I Had a Million              | Эдди Джексон                       |
| 1932      | ф | —                           | Under-Cover Man                 | Ник Дэрроу                         |
| 1933      | ф | —                           | Pick-up                         | Гарри Глинн                        |
| 1933      | ф | —                           | Midnight Club                   | Ник Мейсон                         |
| 1933      | ф | Бауэри                      | The Bowery                      | Стив Броди                         |
| 1934      | ф | Весь я                      | All of Me                       | Хани Роджерс                       |
| 1934      | ф | Болеро                      | Bolero                          | Рауль Де Бэр                       |
| 1934      | ф | Удар трубы                  | The Trumpet Blows               | Мануэль Монтес                     |
| 1934      | ф | Лаймхаус блюз               | Limehouse Blues                 | Гарри Янг                          |
| 1935      | ф | Румба                       | Rumba                           | Джо Мартин                         |
| 1935      | ф | Украденная гармония         | Stolen Harmony                  | Рэй Анджело, псевдоним Рэя Ферраро |
| 1935      | ф | Стеклянный ключ             | The Glass Key                   | Эд Бомонт                          |
| 1935      | ф | Каждый вечер в восемь       | Every Night at Eight            | «Топс» Кардона                     |
| 1935      | ф | Она не могла взять это      | She Couldn’t Take It            | Джозеф «Спот» Рикарди              |
| 1936      | ф | Это должно было случиться   | It Had to Happen                | Энрико Скаффа                      |
| 1936      | ф | Только окликни              | Yours for the Asking            | Джонни Лэмб                        |
| 1937      | ф | Загубленные в море          | Souls at Sea                    | Поуда                              |
| 1938      | ф | Ты и я                      | You and Me                      | Джо Деннис                         |
| 1938      | ф | Порождение севера           | Spawn of the North              | Тайлер Доусон                      |
| 1939      | ф | Леди из Кентукки            | The Lady’s from Kentucky        | Марти Блэк                         |
| 1939      | ф | Каждое утро я умираю        | Each Dawn I Die                 | «Худ» Стэйси                       |
| 1939      | ф | Я украл миллион             | I Stole a Million               | Джо Лурик                          |
| 1939      | ф | Невидимые полосы            | Invisible Stripes               | Клифф Тейлор                       |
| 1940      | ф | Дом на берегу залива        | The House Across the Bay        | Стив Ларвитт                       |
| 1940      | ф | Они ехали ночью             | They Drive by Night             | Джо Фабрини                        |
| 1941      | ф | Энергия                     | Manpower                        | Джонни Маршалл                     |
| 1942      | ф | Бродвей                     | Broadway                        | в роли самого себя                 |
| 1943      | ф | Солдатский клуб             | Stage Door Canteen              | в роли самого себя                 |
| 1943      | ф | Истоки опасности            | Background to Danger            | Джо Бартон                         |
| 1944      | ф | Следуя за парнями           | Follow the Boys                 | Тони Уэст                          |
| 1945      | ф | Ноб Хилл                    | Nob Hill                        | Тони Анжело                        |
| 1945      | ф | Джонни Эйнджел              | Johnny Angel                    | Джонни Эйнджел                     |
| 1946      | ф | Полустанок                  | Whistle Stop                    | Кенни Вич                          |
| 1946      | ф | Мистер Эйс                  | Mr. Ace                         | Эдди Эйс                           |
| 1946      | ф | Ноктюрн                     | Nocturne                        | лейтенант полиции Джо Уорн         |
| 1947      | ф | Интрига                     | Intrigue                        | Брэд Данем                         |
| 1947      | ф | Сочельник                   | Christmas Eve                   | Марио Торио                        |
| 1948      | ф | Уличная гонка               | Race Street                     | Дэниэл Джей «Дэн» Гэннин           |
| 1949      | ф | Застава в Марокко           | Outpost in Morocco              | капитан Пол Джерард                |
| 1949      | ф | Джонни Аллегро              | Johnny Allegro                  | Джонни Аллегро                     |
| 1949      | ф | Красный свет                | Red Light                       | Джонни Торно                       |
| 1949      | ф | Опасная профессия           | A Dangerous Profession          | Винс Кейн                          |
| 1950      | ф | Мы отправляемся в Париж     | Nous irons à Paris              | в роли самого себя                 |
| 1951      | ф | За всё с тобой рассчитаюсь! | I'll Get You for This           | Ник Кейн                           |
| 1952      | ф | Кредитная акула             | Loan Shark                      | Джо Гарген                         |
| 1952      | ф | —                           | Escape Route                    | Стив Росси                         |
| 1953      | ф | Драма в Казба               | Dramma nella Kasbah             | Майк Канелли                       |
| 1953      | с | —                           | I’m the Law                     | лейтенант полиции Джордж Керби     |
| 1954      | ф | Полицейский-мошенник        | Rogue Cop                       | Дэн Бьюмонт                        |
| 1954      | ф | Чёрная вдова                | Black Widow                     | детектив-лейтенант Брюс            |
| 1955      | ф | Пуля для Джои               | A Bullet for Joey               | Джо Виктор / Штейнер               |
| 1955—1960 | с | Шоу Реда Скелтона           | The Red Skelton Show            | разные персонажи                   |
| 1956      | ф | Вокруг света за 80 дней     | Around the World in Eighty Days | вышибала салуна                    |
| 1959      | ф | В джазе только девушки      | Some Like It Hot                | Коломбо «Белые Гетры»              |
| 1959      | ф | —                           | Jet Over the Atlantic           | Стаффорд                           |
| 1960      | ф | Одиннадцать друзей Оушена   | Ocean’s Eleven                  | Джек Стрейджер                     |
| 1961      | ф | Дамский угодник             | The Ladies Man                  | в роли самого себя                 |
| 1962      | ф | Два парня за границей       | Two Guys Abroad                 | совладелец ночного клуба           |
| 1964      | с | Городской тост              | Toast of the Town               | танцор танго                       |
| 1964      | ф | —                           | For Those Who Think Young       | детектив                           |
| 1964      | ф | Козёл отпущения             | The Patsy                       | в роли самого себя                 |
| 1966      | ф | Потасовка в Панаме          | Du rififi à Paname              | Чарльз Биннаджио                   |
| 1967      | с | Бэтмен                      | Batman                          | гражданин в банке                  |
| 1967      | ф | Казино «Рояль»              | Casino Royale                   | в роли самого себя                 |
| 1967      | ф | Пять золотых драконов       | Five Golden Dragons             | дракон №2                          |
| 1968      | ф | Смывайся!                   | Skidoo                          | шкипер                             |
| 1971      | с | Хохмы Роуэна и Мартина      | Laugh-In                        | гостевая роль                      |
| 1971      | с | —                           | The Chicago Teddy Bears         | н/д                                |
| 1972      | ф | —                           | Deadhead Miles                  | в роли самого себя                 |
| 1972      | ф | Хаммерсмит вышел на волю    | Hammersmith Is Out              | Гвидо Скартуччи                    |
| 1977      | ф | Секстет                     | Sextette                        | в роли самого себя                 |
| 1980      | ф | Человек с лицом Богарта     | The Man with Bogart’s Face      | Пити Кейн                          |